# Michèle Mouton
Michèle Mouton (Grasse, 1951. június 23. –) francia autóversenyzőnő, négyszeres rali-világbajnoki futamgyőztes, a ralisport legsikeresebb női versenyzője.

## Pályafutása
1974 és 1986 között vett részt a rali-világbajnokság futamain. Ez idő alatt ötven versenyen indult, százhatvan szakaszon lett első, kilenc alkalommal állt dobogón, és négy győzelmet szerzett. Az 1981-es San Remo-ralin elért győzelmével ő volt az első, és máig az egyetlen nő aki nyerni tudott rali-világbajnoki versenyen. Legelőkelőbb összetett világbajnoki helyezését az 1982-es szezonban érte el, amikor is a második helyen zárta az évet.
Karrierje során több legendás versenyen indult el. 1975-ben részt vett a Le Mans-i 24 órás versenyen, 1985-ben pedig első nőként megnyerte a Pikes Peak-i hegyiversenyt.

### Rali-világbajnoki győzelmei
| #  | Dátum                     | Rali            | Navigátor     | Autó         | Összefoglaló |
| -- | ------------------------- | --------------- | ------------- | ------------ | ------------ |
| 1. | 1981. október 5-10.       | San Remo-rali   | Fabrizia Pons | Audi Quattro | Összefoglaló |
| 2. | 1982. március 2-8.        | Portugál rali   | Fabrizia Pons | Audi Quattro | Összefoglaló |
| 3. | 1982. május 31.-június 3. | Akropolisz-rali | Fabrizia Pons | Audi Quattro | Összefoglaló |
| 4. | 1982. augusztus 11-14.    | Brazil rali     | Fabrizia Pons | Audi Quattro | Összefoglaló |